# Колоа
Колоа (гав. Kōloa) — статистически обособленная местность, расположенная в округе Кауаи, штат Гавайи, США.

## История
Слово «Колоа» не имеет определённого перевода. Согласно одной из версий, район Колоа получил прозвище по имени отвесной скалы, называемой «Pali-o-kō-loa», у потока Ваикомо. Первое успешная плантация сахарного тростника и завод по его переработке появились здесь в 1835 году. В 1855 году миссионер Даниэль Доул с семьёй открыли в поселении школу-интернат, где обучение проводилось на английском языке, и которую иногда называют «Академией Колоа».

## География
Согласно Бюро переписи населения США статистически обособленная местность Колоа имеет общую площадь 3,1 квадратных километров, относящуюся к суше.

## Демография
По данным переписи населения за 2000 год в Колоа проживало 1942 человека, насчитывалось 693 домашних хозяйства, 507 семей и 748 жилых домов. Средняя плотность населения составляла около 629,1 человек на один квадратный километр.
Расовый состав Колоа по данным переписи распределился следующим образом: 20,2 % белых, 0,4 % — чёрных или афроамериканцев, 0,3 % — коренных американцев, 43,8 % — азиатов, 7,8 % — коренных жителей тихоокеанских островов, 26,4 % — представителей смешанных рас, 1,2 % — других народностей. Латиноамериканцы составили 11,4 % населения.
Из 693 домашних хозяйств в 34,8 % — воспитывали детей в возрасте до 18 лет, 47,2 % представляли собой совместно проживающие супружеские пары, в 18,9 % семей женщины проживали без мужей, 26,8 % не имели семьи. 22,5 % от общего числа семей на момент переписи жили самостоятельно, при этом 8,7 % составили одинокие пожилые люди в возрасте 65 лет и старше. В среднем домашнее хозяйство ведут 2,8 человек, а средний размер семьи — 3,25 человек.
Население Колоа по возрастному диапазону (данные переписи 2000 года) распределилось следующим образом: 26 % — жители младше 18 лет, 9,9 % — между 18 и 24 годами, 26,7 % — от 25 до 44 лет, 21,6 % — от 45 до 64 лет и 15,8 % — в возрасте 65 лет и старше. Средний возраст жителей составил 36 лет. На каждые 100 женщин приходился 101 мужчина, при этом на каждые сто женщин 18 лет и старше приходилось 96,3 мужчин также старше 18 лет.

## Экономика
Средний доход на одно домашнее хозяйство Колоа составил 34 786 долларов США, а средний доход на одну семью — 43 393 доллара. При этом мужчины имели средний доход в 31 125 долларов в год против 25 938 долларов среднегодового дохода у женщин. Доход на душу населения составил 16 224 долларов в год. 16,7 % от всего числа семей в местности и 17,8 % от всей численности населения находилось на момент переписи за чертой бедности, при этом 26,5 % из них были моложе 18 лет и 6 % в возрасте 65 лет и старше.

## Известные люди
- Рэй Каней (Raymond Kāne) — гитарист.